# Rick Robey
Rick Robey é um ex-jogador de basquete norte-americano que foi campeão da Temporada da NBA de 1980-81 jogando pelo Boston Celtics.